# Józef Zabielski (cichociemny)

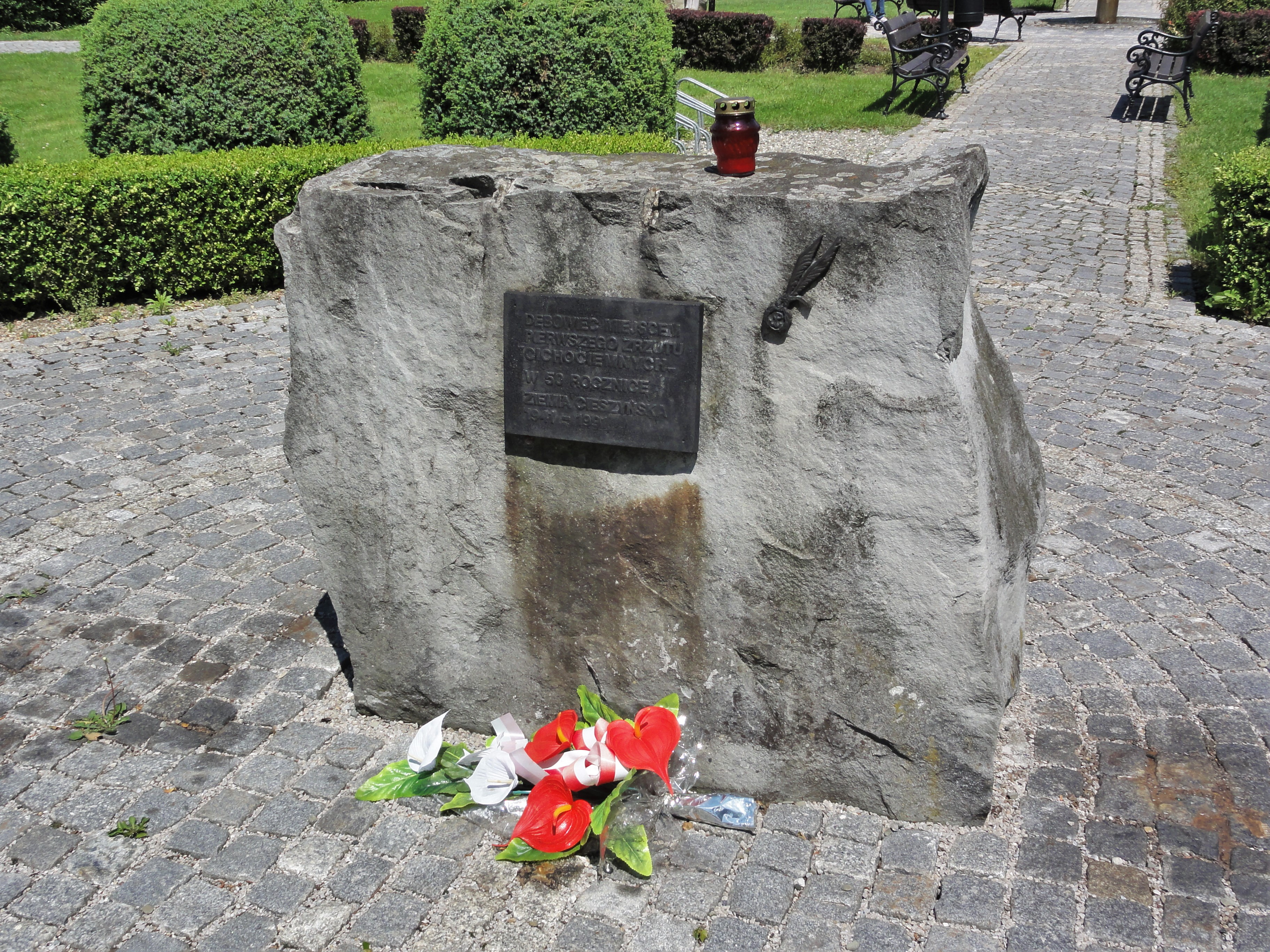
Pomnik cichociemnych w Dębowcu

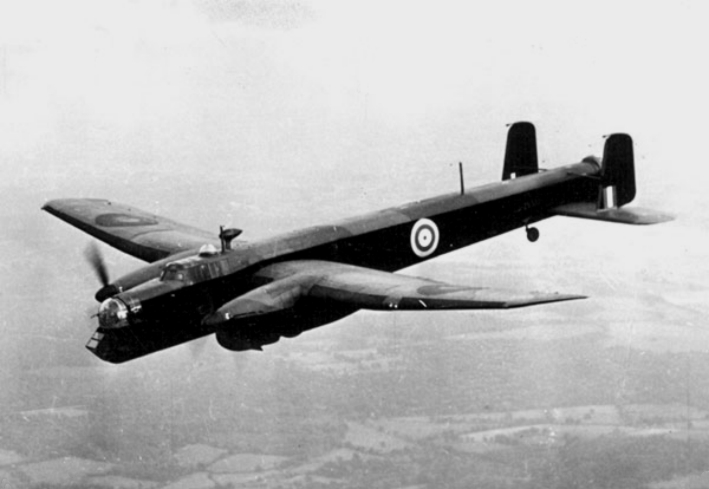
Bombowiec Armstrong Whitworth Whitley, taki, jakim zrzucono pierwszych cichociemnych do Polski

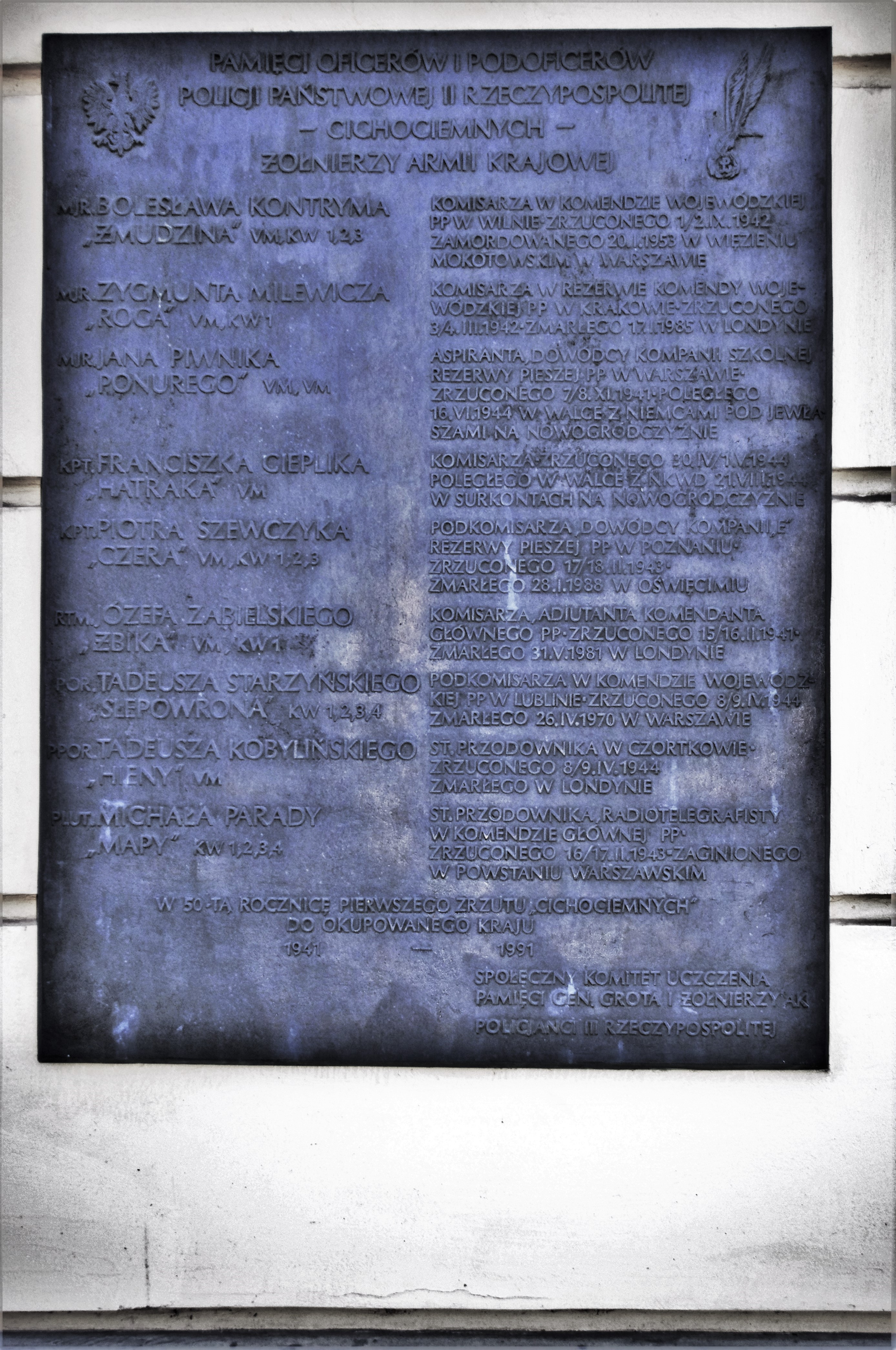
Tablica upamiętniająca oficerów i podoficerów Policji Państwowej II Rzeczypospolitej – żołnierzy AK, cichociemnych, wśród nich Józefa Zabielskiego

Józef Zabielski ps. Żbik (ur. 21 października 1902 w majątku Powicie, k. Mariampola, powiat Godlewo, zm. 31 maja 1981 w Londynie) – polski policjant, podkomisarz Policji Państwowej, żołnierz Wojska Polskiego, oficer Polskich Sił Zbrojnych i Armii Krajowej, rotmistrz kawalerii, cichociemny w pierwszej ekipie zrzuconej w Polsce.

## Życiorys
Będąc uczniem gimnazjum działał w POW (w latach 1916–1918) i harcerstwie. W czerwcu 1920 roku ochotniczo wstąpił do 50 pułku piechoty Strzelców Kresowych, z którym uczestniczył w wojnie polsko-bolszewickiej. Uczestniczył również w III powstaniu śląskim, za co został odznaczony Krzyżem na Śląskiej Wstędze Waleczności i Zasługi I klasy. Po ukończeniu Państwowego Gimnazjum im. Marii Konopnickiej w Ostrogu w 1923 roku wstąpił do Szkoły Podchorążych w Warszawie. Kontynuował naukę w Oficerskiej Szkoły Kawalerii w Grudziądzu, po czym został wcielony do 7 pułku ułanów lubelskich, w którym był dowódcą plutonu w 3. szwadronie. W roku akademickim 1928/29 studiował na Politechnice Czeskiej w Pradze. Później wstąpił do Policji Państwowej, gdzie służył do 1935 roku jako dowódca szwadronu policji konnej w Warszawie. W okresie 1935–1939 był adiutantem Komendanta Głównego Policji Państwowej gen. bryg. Kordiana Zamorskiego.
We wrześniu 1939 roku w dalszym ciągu służył jako adiutant Zamorskiego. Przekroczył granicę polsko-rumuńską 18 września 1939 roku. 29 października dotarł do Francji, gdzie został skierowany na stanowisko dowódcy plutonu w 3 szwadronie 24 pułku ułanów 10 Brygady Kawalerii Pancernej (a od maja – plutonu przeciwpancernego i plutonu rozpoznawczego). Od 15 kwietnia uczestniczył również w kursie broni pancernej w Centrum Wyszkolenia Broni Pancernej w Serignon. Brał udział w walkach pod Champanbert, Montmirail, Montgivraux, Montbard i Dijon. W czerwcu 1940 roku dostał się do Wielkiej Brytanii, gdzie został powtórnie przydzielony do 24 pułku ułanów 10 Brygady Kawalerii Pancernej.
Zgłosił się do służby w kraju. Po konspiracyjnym przeszkoleniu w zakresie współpracy z lotnikiem (odbiór zrzutów) został zaprzysiężony 13 grudnia 1940 roku w Oddziale VI Sztabu Naczelnego Wodza. Zrzutu dokonano w nocy z 15 na 16 lutego 1941 roku w ramach operacji „Adolphus” dowodzonej przez kapitana (flight lieutenant) F. Keasta z 419. eskadry RAF do specjalnych zadań. Placówką odbiorczą pierwszego zrzutu cichociemnych na terenie Polski (tzw. Ekipy 0) miał być punkt 7,5 km na południe od Włoszczowy (był to w ogóle pierwszy zrzut alianckich żołnierzy w okupowanej Europie). Samolot Armstrong Whitworth Whitley Z-6473 nie dotarł do celu. Dokonano „dzikiego zrzutu” na terenie wsi Dębowiec, ok. 10 km na północny wschód od Cieszyna, na terenie włączonym do Rzeszy. Skakali: Stanisław Krzymowski „Kostka” (dowódca ekipy), Józef Zabielski „Żbik” i kurier MSW bombardier Czesław Raczkowski „Orkan”, „Włodek”. „Żbik” w trakcie skoku uszkodził staw skokowy. Kurier został zatrzymany na granicy, jednak wszystkim pojedynczo udało się dotrzeć do Warszawy. Ranny Zabielski, tropiony przez Gestapo, przeszedł granicę do Generalnego Gubernatorstwa i przez Bielsko i Nowy Sącz również dotarł do Warszawy. Po wyleczeniu stopy wrócił na miejsce zrzutu w maju 1941 roku, odnalazł ukrytą pocztę i pieniądze i przekazał je do adresatów.
Został przydzielony na stanowisko pomocnika kierownika referatu lotnictwa Wydziału Lotnictwa Oddziału III Operacyjnego Okręgu Radom-Kielce AK (kierownikiem został Stanisław Krzymowski). W konsekwencji aresztowania jego rodziny w Warszawie został uznany za „spalonego” i odwołany z Okręgu. Jako emisariusz Komendanta Głównego AK do Naczelnego Wodza przedostał się w okresie lipiec-październik 1942 do Wielkiej Brytanii. Został tam przydzielony do Oddziału VI Sztabu Naczelnego Wodza jako instruktor na kursach cichociemnych.
Od lipca 1943 do stycznia 1944 roku był przedstawicielem Oddziału Specjalnego w Algierze, gdzie zajmował się badaniem jeńców polskiego pochodzenia. Później ponownie był instruktorem w Ośrodku Wyszkolenia nr 10. Po wojnie pozostał w Wielkiej Brytanii. Był właścicielem pensjonatu.
Opublikował wspomnienia: Pierwszy skok (Londyn, 1946), Wrócą orły. Cichociemni w poezji (Londyn, 1980) oraz Pierwszy skok, Wanda na Pawiaku i Powrót w książce pt. Drogi cichociemnych... (wyd. I, II, III, Veritas, Londyn, 1954, 1961, 1972, Bellona, Warszawa, 1993, 2008).

## Awanse
- podporucznik – 27 lipca 1926 ze starszeństwem z dniem 15 sierpnia 1926 i 27. lokatą w korpusie oficerów kawalerii[5]
- porucznik – 15 sierpnia 1928 ze starszeństwem z dniem 15 sierpnia 1928 i 28. lokatą w korpusie oficerów kawalerii[6]
- rotmistrz – ze starszeństwem z dniem 1 marca 1941

## Ordery i odznaczenia
- Krzyż Srebrny Orderu Virtuti Militari (13 listopada 1942, udekorowany przez Władysława Sikorskiego 14 listopada 1942) nr 9677[7]
- Krzyż Kawalerski Orderu Odrodzenia Polski (22 stycznia 1976)[8]
- Krzyż Walecznych – 11 listopada 1941 roku
- Srebrny Krzyż Zasługi
- Krzyż na Śląskiej Wstędze Waleczności i Zasługi I klasy
- Medal Niepodległości.

## Życie rodzinne
Był synem Zygmunta i Jadwigi z domu Rogalińskiej. Był dwukrotnie żonatyy. Dnia 28 września 1930 roku zawarł związek małżeński z Stefanią Spasińską. Córka Maria / Lidia Zabielska zmarła 6 sierpnia 1935 roku. Stefania zmarła 19 marca 1988 roku. W Londynie ożenił się z Marią Zofią Freudenberg (1913–1994).

## Upamiętnienie
W 50. rocznicę pierwszego zrzutu cichociemnych do okupowanego kraju, w 1991 roku, odsłonięto:
- w centrum wsi Dębowiec pomnik upamiętniający pierwszy skok cichociemnych w Polsce[4][11]
- na elewacji Pałacu Mostowskich w Warszawie tablicę pamiątkową ku czci oficerów i podoficerów Policji Państwowej II Rzeczypospolitej służących w szeregach cichociemnych. Na tablicy zostali upamiętnieni mjr Bolesław Kontrym „Żmudzin”, mjr Jan Piwnik „Ponury”, kpt. Franciszek Cieplik „Hatrak”, kpt. Piotr Szewczyk „Czer”, rtm. Józef Zabielski „Żbik”, por. Tadeusz Starzyński „Ślepowron”, ppor. Tadeusz Kobyliński „Hiena” i plut. Michał Parada „Mapa”.